# 野添憲治
野添 憲治（のぞえ けんじ、1935年3月17日 - 2018年4月8日）は、日本のノンフィクション作家。秋田県朝鮮人強制連行真相調査団事務局長。本名は山田市右エ門。

## 来歴
秋田県山本郡藤琴村（現・藤里町）出身。新制中学を卒業後、大館職業訓練所を修了。木材業界紙記者、秋田放送ラジオキャスター、秋田経済法科大学非常勤講師などを経て、著述業を始めた。1995年『塩っぱい河をわたる』で産経児童出版文化賞を受賞。2010年、『企業の戦争責任』『遺骨は叫ぶ』（社会評論社）が平和・協同ジャーナリスト基金第16回奨励賞を受賞する。
戦時中に日本に強制連行された朝鮮人の実態を調査する「県朝鮮人強制連行真相調査団」の事務局長も務めており、2012年6月には自ら訪韓して聞き取り調査を行った。そこで「強酸性の玉川の水を飲まされたり、現場監督から棒で殴られるなどの虐待を受けたりしたほか、十分な食料を与えられず草を食べていた」といった過酷な状況を聞き取ったとして、この調査結果を本にまとめ、後世に伝えたいとしている。2014年11月9日から2週にわたり、ラジオ番組「菅原文太　日本人の底力」（ニッポン放送）に出演し、花岡事件について語った。
2018年4月8日、膵臓癌のため死去。83歳没。

## 著書
- 『出稼ぎ 少年伐採夫の記録』三省堂新書 1968 「ドキュメント出稼ぎ」現代教養文庫
- 『底辺からの告発 闘いの原点を探る』評論社「人間の権利」叢書)　1972
- 『米代川のイカダ流し』秋田豆ほんこの会 1973
- 『秋田の職人たち』北の叢書刊行会 1974
- 『子どもの遊び』秋田文化出版社 1975
- 『秋田県人』新人物往来社(日本人国記)　1975
- 『花岡事件の人たち 中国人強制連行の記録 評論社 1975 のち現代教養文庫
- 『開拓農民の記録 農政のひずみを負って』日本放送出版協会(NHKブックス) 1976 のち現代教養文庫
- 『犬ぼえの森』草土文化(ふるさとの民話)　1977
- 『海を渡った開拓農民』日本放送出版協会(NHKブックス)　1978
- 『かえる女房』無明舎出版(あきたの民話絵本)　1978
- 『こんびたろう 日本の昔話』小学館(世界のメルヘン絵本)　1980
- 『ネパール紀行』無明舎出版 1980
- 『ユバ農場 祈り、芸術し、百姓する人々』無明舎出版 1981
- 『土と暗渠 農業論集』無明舎出版 1982
- 『風雪の人 能登直助の生涯』無明舎出版 1983
- 『聞き書き資料秋田杉』無明舎出版 1983
- 『市右エ門の玉手箱』無明舎出版 1983
- 『聞き書き花岡事件』無明舎出版 1983
- 『図説能代の歴史』無明舎出版 1984
- 『秘境への旅 チベット・ブータン紀行』無明舎出版 1985
- 『むらざと通信』無明舎出版 1986
- 『証言・花岡事件』無明舎出版 1986
- 『農の山脈 秋田県農業協同組合の先覚者たち』同朋舎出版 1987-1988
- 『阿仁のむらから』グループ筏 1987
- 『マタギを生業にした人たち』同友館 1989
- 『村の風景 いま農村の人たちの声は』御茶の水書房 1990
- 『杣夫 句集』山脈出版の会 1991
- 『秋田杉を運んだ人たち 聞き書き資料』御茶の水書房 1991
- 『みちのく職人衆 聞き書き』小峰書店 1992
- 『花岡事件を見た二〇人の証言』御茶の水書房 1993
- 『少年伐採夫の歌』秋田ほんこの会 1994
- 『秋田どぶろく炉端咄 古き良き時代の農村風景』「心ある地酒」大金酒店(大金文庫)　1994
- 『塩っぱい河をわたる』福音館書店(福音館日曜日文庫)　1994
- 『故郷の再生の道 荒廃する山と村を考える』御茶の水書房 1994
- 『劉連仁・穴の中の戦後 中国人と強制連行』三一書房 1995
- 『花岡事件を追う』御茶の水書房 1996
- 『花岡事件と中国人 大隊長耿諄の蜂起』三一書房 1997
- 『野添憲治九十九章』刀水書房 1997
- 『幻の木造船 松下造船能代工場』能代文化出版社 1999
- 『山村からの発信 中山間地域の明日を見据えて』楽游書房 1999
- 『花岡一九四五年・夏 強制連行された耿諄の記録』パロル舎(ジュニア・ルポルタージュ選書)2000
- 『中国人強制連行・花岡事件関係文献目録』能代文化出版社 2000
- 『労農運動に生きる 秋田の先覚者たち』能代文化出版社 2001
- 『聞き書き・木都能代の経営者』能代文化出版社 2002
- 『夜に鳴く蝉  随筆集』能代文化出版社 2004
- 『秋田の戦争 野添憲治聞き書き』秋田ほんこの会 2004
- 『小貫山堰物語』能代文化出版社 2003
- 『みちのく・民の語り』社会評論社、2006

1、マタギを生業にした人たち
2、みちのく職人衆
3、秋田杉を運んだ人たち 「詳記」東北林業の文化・労働史
4、出稼ぎ 少年伐採夫の記録
5、塩っぱい河をわたる ある開拓農民の記録
6、大地に挑む東北農民 開拓の歴史を歩く
- 『シリーズ・花岡事件の人たち 中国人強制連行の記録』社会評論社、2007

第1集、強制連行　2007
第2集、蜂起前後　2008
第3集、花岡鉱山
第4集、戦争責任
- 『重き黒髪 随筆集』能代文化出版社 2009
- 『聞き書き知られざる東北の技』荒蝦夷 叢書東北の声 2009
- 『企業の戦争責任 中国人強制連行の現場から』社会評論社 2009
- 『遺骨は叫ぶ 朝鮮人強制労働の現場を歩く』社会評論社 2010
- 『マタギのむら 民俗の宝庫・阿仁を歩く』社会評論社 2011
- 『紙碑を刻んできた』秋田魁新報社 さきがけ新書. シリーズ時代を語る 2012
- 『みちのく銃後の残響 無告の戦禍を記録する』社会評論社 2012
- 『樺太〈サハリン〉が宝の島と呼ばれていたころ 海を渡った出稼ぎ日本人』社会評論社 2015
- 『戦争と能代山本 暮らしの記憶と痕跡』北羽新報社 2016

### 共編著
- 『秋田農村の記録 土に生きる』編 秋田文化出版社 1963
- 『小作農民の証言 秋田の小作争議小史』上田洋一 秋田書房 1975 (あきた文庫)　1975
- 『民衆史としての東北』真壁仁共編 日本放送出版協会(NHKブックス)　1976
- 『秋田の伝説』野口達二共著 角川書店(日本の伝説)　1977
- 『樺太の出稼ぎ 林業編』田村憲一共編 秋田書房(あきた文庫)　1977
- 『樺太の出稼ぎ 漁業編』田村憲一共編 秋田書房(あきた文庫)　1978
- 『秋田の太平洋戦史1』簾内敬司共著 秋田書房(あきた文庫)

1、銃後の戦史　1977
2、戦争のなかの教師たち 1978
3 戦場の証言　1979
4、戦争を知っている子どもたち　1980
- 『どぶろくと抵抗』真壁仁共編著 たいまつ社(たいまつ新書)　1977
- 『全国昔話資料集成 28 阿仁昔話集 秋田』岩崎美術社 1978
- 『魂ッコの旅』森崎和江対話 秋田書房 1979
- 『秋田艶笑譚』全3巻 無明舎出版 1980
- 『農婦たちの戦後史 秋田県合川町・生活記録「母の実」の20年』和田勇治共編 無明舎出版 1982
- 『東雲原開拓四十年史』東雲開拓振興会 1986
- 『天然秋田杉』グループ筏 1987
- 『秋田の桶樽 伝統のぬくもり』秋田杉桶樽協同組合 1989
- 『高堰祐治昔話集 秋田・阿仁町』民話と文学の会 1992
- 『水と森が地球を守る 白神山地に学ぶ』同友館 1992
- 『暮らしの型再耕』安田武共編 現代書館 1992
- 『ヨーロッパ農業の光と陰 ガット要請・ヨーロッパ農業視察報告記』秋田県労農会議 1993
- 『花岡ものがたり 木刻連環画集』御茶の水書房 1995
- 『世界遺産白神山地からの発信』北川智彦共編 同友館 1995
- 『白神山地と共生思想 続・世界遺産』北川智彦共編 白神山地を考える能代の会 1998
- 『秋田の朝鮮人強制連行 歴史の闇を歩く』彩流社 1999
- 『能代凧』能代文化出版社 2000
- 『秋田杣子造材之図』能代文化出版社 2001
- 『秋田県の不思議事典』編 新人物往来社 2002　のち文庫
- 『寿司一筋に 山谷酉之助の話』編 能代文化出版社 2002
- 『秋田県における朝鮮人強制連行 証言と調査の記録』編著 社会評論社 2005
- 『能代の橋』宮腰喜久治絵 近藤龍央共編 能代文化出版社 2005
- 『花岡を忘れるな耿諄の生涯 中国人強制連行と日本の戦後責任』編著 社会評論社 2014
- 『秋田県の朝鮮人強制連行 52ヵ所の現場・写真・地図』編著 秋田県朝鮮人強制連行真相調査団 2015
- 『能代市で生きる-柳谷清三郎』牛丸幸也共編 能代文化出版社 2016